# Gall
Gall es una luna ficticia del universo de La Guerra de las Galaxias. Aparece en Sombras del Imperio y en el videojuego Rogue Squadron.
Esta era una de las doce lunas del gigante gaseoso Zhar. Su flora y fauna eran escasas, pero contaba con bosques y había algunas especies de wampas en los cañones. Su población era de 57 millones, la mayor parte humanos.
En ella se encontraba una red de cañones llamada Gran trinchera, de los cuales destacaba el cañón de los contrabandistas debido a que allí se ubicaba un enclave imperial.
Después de un combate espacial entre IG-88D y Boba Fett cerca de Tatooine, los imperiales permitieron a Fett arreglar allí al Esclavo I, su nave. Durante las reparaciones Leia Organa contrató a Dash Rendar para que se infiltrara en la base imperial y liberara a Han Solo, que estaba allí congelado en carbonita. El contrabandista, amigo personal de Han, localizó el muelle donde estaba Fett y casi consigue matarlo, dañando su nave.
La Alianza Rebelde llevó al Escuadrón Pícaro con trece cazas Ala-X al sistema y combatió a dos destructores imperiales y sus 144 cazas TIE e interceptores TIE en la llamada batalla de Gall. Dash abandonó a los rebeldes en mitad del combate para perseguir a Fett. Después diría que fue contratado sólo para guiar y no para disparar.
Durante la batalla Luke Skywalker sufrió dos intentos de asesinato: el droide astromecánico de Wes Janson tomó el mando de su caza y abrió fuego sobre Luke y un asesino casi le mata sobre el planeta. Boba Fett escapó y los rebeldes se retiraron, perdiendo un caza propio pero derribando varios de la guarnición del Imperio.
- Datos: Q5874832